# Slade in Flame
Slade in Flame è il quinto album in studio del gruppo rock inglese Slade, pubblicato nel 1974. Il disco contiene la colonna sonora dell'omonimo film.

## Tracce
1. How Does It Feel
2. Them Kinda Monkeys Can't Swing
3. So Far So Good
4. Summer Song (Wishing You Were Here)
5. O.K. Yesterday Was Yesterday
6. Far Far Away
7. This Girl
8. Lay It Down
9. Heaven Knows
10. Standin' on the Corner

## Formazione
- Noddy Holder - voce, chitarra
- Dave Hill - chitarra
- Jim Lea - basso, piano
- Don Powell - batteria